# Adriaen Jansz Kraen

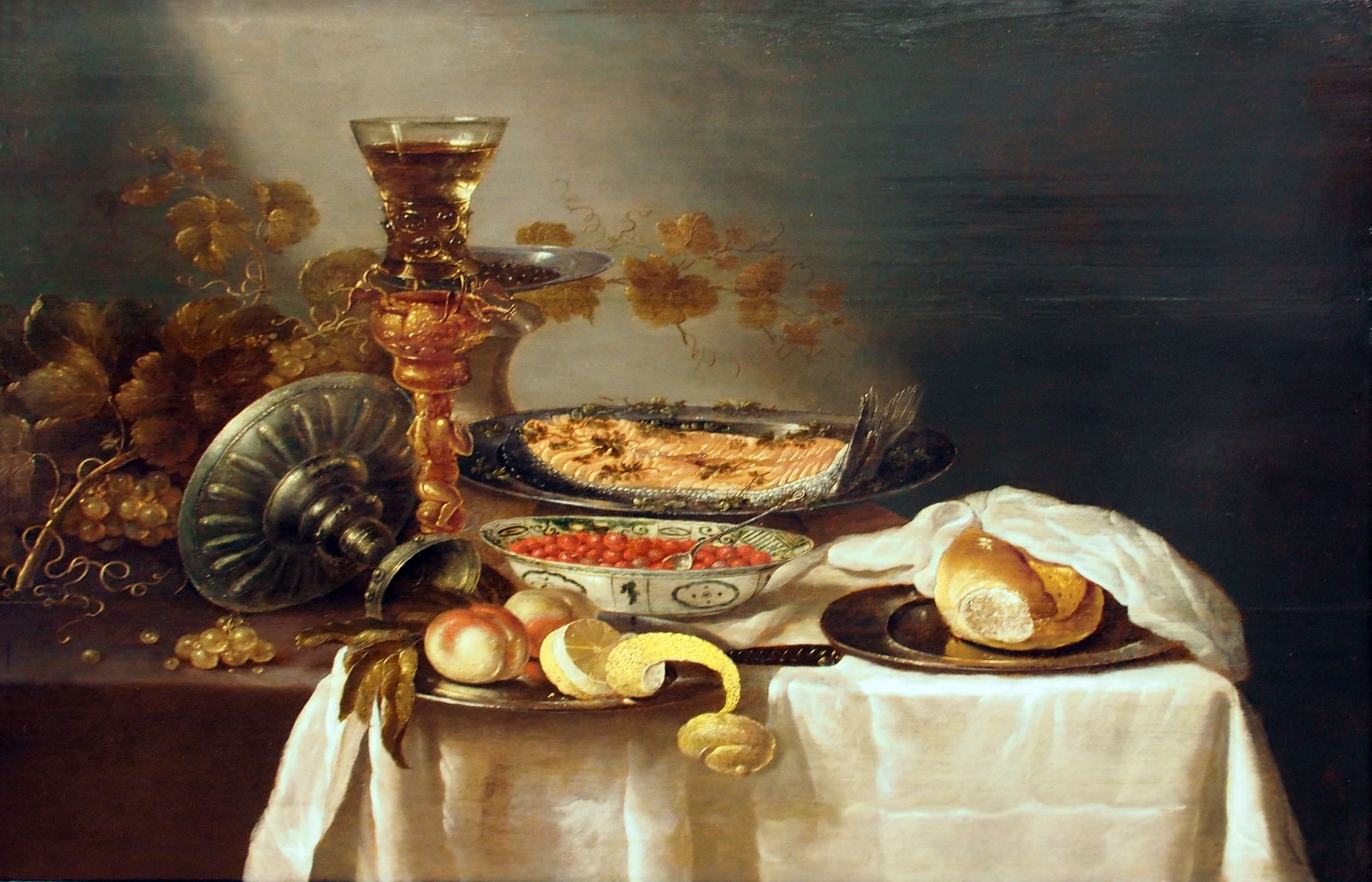
Bodegón de almuerzo

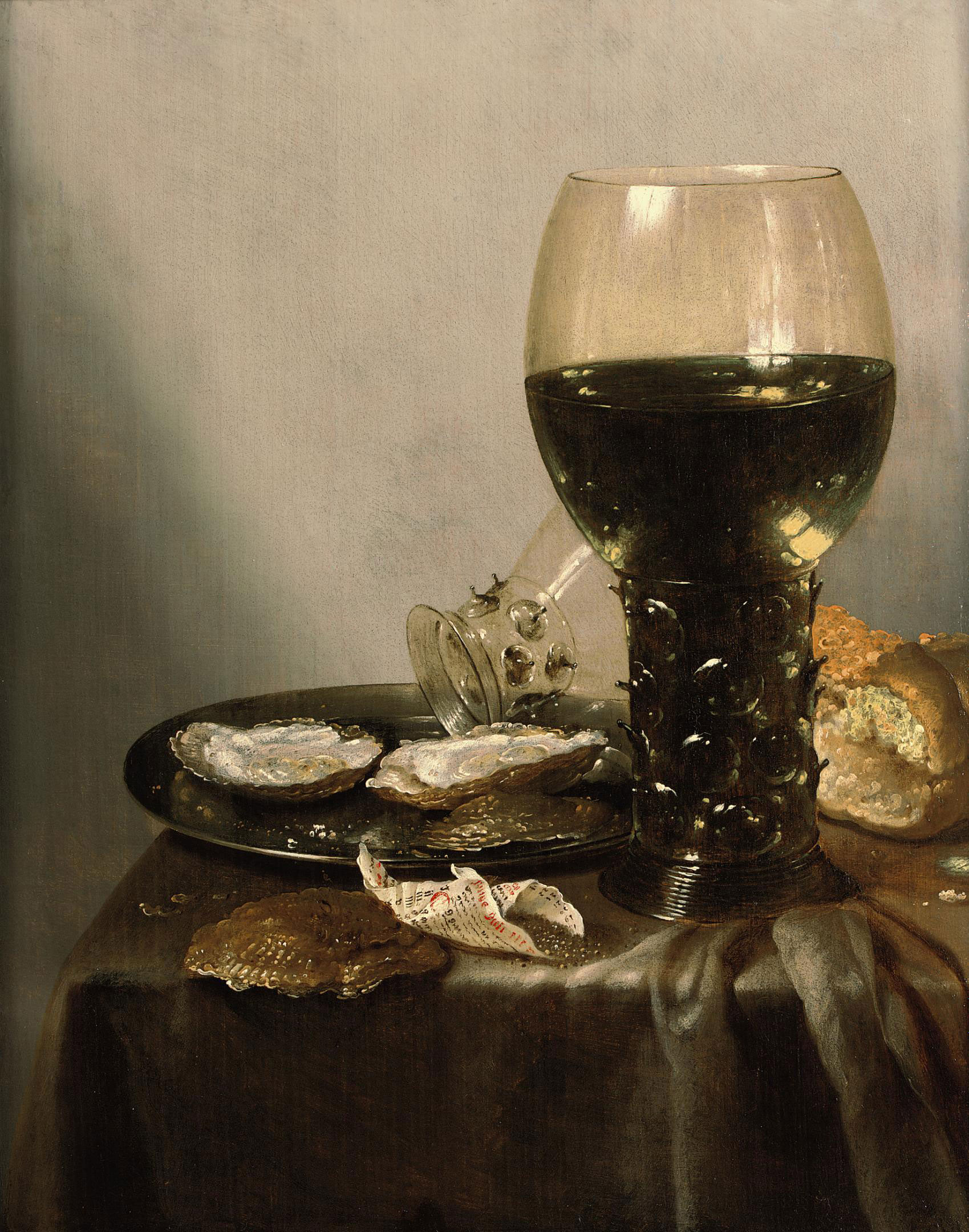
Bodegón con ostras, pan y pimienta.

Adriaen Jansz. Kraen (Haarlem, c. 1619-Haarlem, 1679) fue un pintor de bodegones de la Edad de Oro de Holanda.

## Biografía
De acuerdo con el Instituto neerlandés para la Historia del Arte (RKD), en 1637 aparece mencionado por primera vez en el Gremio de San Lucas de Haarlem y un año después se le encuentra registrado como discípulo de Jacob Willemszoon de Wet. El 13 de agosto de 1641 se casó con María de Wet, hermana de su maestro, y en 1642 se le registra ya como maestro en el gremio. Fue enterrado el 1 de junio de 1679.
Sus obras son a menudo confundidas con otros bodegones de pintores de primer nivel, como Pieter Claesz y Willem Claesz Heda.